# Johan Feuk
Johan Feuk (uttalas [fö:k]), född 24 november 1889 i Stora Råby, död 11 september 1977 i Nydala församling, Värnamo kommun, var en svensk författare och skolman. Han var bror till Elisabeth Hjelmqvist.
Feuk blev filosofie doktor i Lund 1916 på avhandlingen Sverige på kongressen i Wien. Han var föreståndare vid Bräkne-Hoby folkhögskola från 1930 och redaktör av Tidskrift för svensk folkhögskola från 1920. Feuk är begravd på Norra kyrkogården i Lund.